# Magyar színésznők listája
Ez a lista a magyar színésznőket tartalmazza betűrendben.
| Ábécé szerinti tartalomjegyzék                                                                           |
| --- |
| A, Á B C Cs D Dz Dzs E, É F G Gy H I, Í J K L Ly M N Ny O, Ó Ö, Ő P Q R S Sz T Ty U, Ú Ü, Ű V W X Y Z Zs |

## A, Á
- Aczél Ilona (1884–1940)
- Adler Adelina (1888–1976)
- Adorjáni Zsuzsa (1960)
- Agárdy Ilona (1940–2001)
- Agócs Judit (1974–)
- Alberti Zsófi (1987)
- Albu Erzsébet (1944)
- Almási Éva (1942–)
- Almássy Judit (1922–1994)
- Almássy Gizi (1928–)
- Almásy Albert Éva (1948)
- Alpár Gitta (1903–1991)
- Alszeghy Irma (1864–1954)
- Ambrus Asma (1954)
- Andai Györgyi (1947–2016)
- Andai Katalin (1948)
- Adorján Berta (1864–1941)
- Andódy Olga (1962)
- Andrádi Zsanett (1980–)
- Andresz Kati (1955–2023)
- Antal Anetta (1947)
- Antal Erzsi (1886–1959)
- Antal Olga (1956)
- Apraxin Júlia (1830–1913)
- Arányi Adrienn (1929–2022)
- Asbóth Anikó (1959)
- Auksz Éva (1971)
- Ábel Anita (1975)
- Ábrahám Edit (1956)
- Ábrahám Gabi (1981)
- Ábrahám Irén (1949–2023)
- Ádám Erzsébet (1947–2014)
- Ágh Éva (1926–2017)
- Ágh Ilona (1854–1923)
- Ágay Irén (1912–1950)

## B
- Babják Annamária (1956)
- Bacsa Ildikó (1969)
- Bacskó Tünde (1973)
- Bajcsay Mária (1946)
- Bajor Gizi (1893–1951)
- Bajor Lili (1995)
- Bajza Viktória (1954)
- Bakó Márta (1920–2013)
- Balázs Andrea (1978)
- Balázs Ágnes (1967)
- Balázs Éva (1950)
- Balázsovits Edit (1975)
- Balla Eszter (1980)
- Balla Ica (1927–2009)
- Balla Károlyné (19. század)
- Balog Judit (1953)
- Balogh Anna (1976)
- Balogh Anikó (1963)
- Balogh Ágnes (1957)
- Balogh Csilla (1962)
- Balogh Edina (1984)
- Balogh Emese (1939–2014)
- Balogh Erika (1958)
- Balogh Éva (1934–1976)
- Balogh Katalin (1919–2005)
- Balogh Zsuzsa (1943)
- Balsai Móni (1977)
- Bandor Éva (1971)
- Bara Margit (1928–2016)
- Barabás Gyöngyi (1970)
- Baranyai Ibolya (1943–2020)
- Barlay Vali (1928)
- Barna Lili (1996)
- Barta Mária (1923–2011)
- Barta Zsuzsa (1921–1992)
- Bartal Zsuzsa (1958)
- Bata Éva (1987)
- Bács Kati (1963)
- Bálint Éva (1979)
- Bálint Mária (1944)
- Bálint Márta (1946)
- Bálizs Anett (1984)
- Bánfalvi Eszter (1979)
- Bánfalvy Ágnes (1954)
- Bánki Zsuzsa (1921–1998)
- Bánky Vilma (1898–1991)
- Bánsági Ildikó (1947)
- Bányász Ilona (1923–2004)
- Bárczy Kató (1921–1989)
- Bárdos Margit (1954)
- Bárkány Mária (1862–1928)
- Báró Anna (1920–1994)
- Bársony Rózsi (1909–1977)
- Básti Juli (1957)
- Báthory Giza (1884–1941)
- Bede-Fazekas Annamária (1963)
- Bege Margit (1926–1967)
- Bencze Ilona (1947)
- Bende Ildikó (1943)
- Benkő Márta (1947–2003)
- Benkő Nóra (1971)
- Bereczky Júlia (1928–2007)
- Beregszászi Olga (1950)
- Berek Kati (1930–2017)
- Berky Lili (1886–1958)
- Bertalan Ágnes (1968)
- Bessenyei Emma (1946)
- Bessenyei Zsófia (1946–2006)
- Besztercei Zsuzsa (1955)
- Békés Itala (1927–2025)
- Békés Rita (1925–1978)
- Béres Ilona (1942)
- Béres-Deák Katalin (1966)
- Bilicsi Mária (1943–1994)
- Biró Anikó (1967)
- Biró Eszter (1977)
- Bíró Kriszta (1970)
- Bisztrai Mária (1923–)
- Bittera Judit (1941)
- Blaha Lujza (1850–1926)
- Blaha Márta (1939–)
- Blasek Gyöngyi (1940–)
- Bocskay Izabella (1928–)
- Bod Teréz (1926–2000)
- Bodnár Erika (1948)
- Bodor Böbe (1968)
- Bogdányi Titanilla (1986)
- Bognár Anna (1975)
- Bognár Gyöngyvér (1972)
- Bojti Judit (1953)
- Bor Adrienne (1950)
- Borbás Gabi (1949)
- Borbáth Ottília (1946)
- Borbíró Andrea (1926–1995)
- Bordán Irén (1953)
- Bordán Lili (1982)
- Bordás Barbara (1986)
- Boros Ferike (1873–1951)
- Boross Mária (1949)
- Borsodi Ursula (1929–2001)
- Botos Éva (1974)
- Bódi Barbara (1982)
- Bódis Irén (1929–2015)
- Bókai Mária (1939–)
- Böhm Anita (1974)
- Bökönyi Laura (1955–2008)
- Bölöni Réka (1972)
- Börcsök Enikő (1968-2021)
- Brózik Klára (1980)
- Brunner Márta (1971)
- Bujdosó Mária (1945)
- Bukszár Márta (1953)
- Bulla Elma (1913–1980)
- Bulyovszkyné Szilágyi Lilla (1833–1909)
- Bus Kati (1945–2009)
- Buttykay Emmi (1911–1957)
- Buza Tímea (1974)

## C
- Czakó Klára (1948–2014)
- Czegő Teréz (1947)
- Czető Zsanett (1991)
- Czéh Gitta (1923–)
- Czifra Krisztina (1968)
- Czigány Judit (1930–2000)
- Czigány Judit (1991)
- Czinkóczi Zsuzsa (1967)
- Cziprián Mónika (1974)

## Cs
- Csala Zsuzsa (1933–2014)
- Csampisz Ildikó (1968–2016)
- Csapó Virág (1968)
- Csarnóy Zsuzsanna (1963)
- Csavlek Etelka (1947)
- Csák Zsuzsa (1948)
- Csákányi Eszter (1953)
- Csáki Ágnes (1955)
- Csáky Gertrúd (1963)
- Csányi Erika (1977)
- Császár Angela (1946)
- Császár Erika (1958)
- Császár Gyöngyi (1956–2014)
- Cseh Anna Marie (1977)
- Cseh Judit (1978)
- Cseh Mária (1937–)
- Cseh Viktória (1938–1995)
- Cseke Katinka (1971)
- Cselényi Nóra (1956)
- Csengeri Ottilia (1966)
- Csengery Judit (1929–2011)
- Csepregi Éva (1956)
- Csere Ágnes (1956)
- Cseresnyés Rózsa (1924–1980)
- Csernus Mariann (1928–)
- Csikós Rózsi (1914–1991)
- Csillag Teréz (1862–1925)
- Csizmadia Éva (1967)
- Csizmadia Gabriella (1956)
- Csizmadia Gabriella (1964)
- Csoma Judit (1952)
- Csombor Teréz (1956–2025)
- Csomor Ágnes (1979)
- Csomor Csilla (1966)
- Csomós Mari (1943–2023)
- Csondor Kata (1978)
- Csongrádi Kata (1953)
- Csonka Anikó (1963)
- Csonka Dóra (1994)
- Csonka Ibolya (1959)
- Csonka Szilvia (1976)
- Csonka Tünde (1974)
- Csorba Ilona (1938–2018)
- Csuha Borbála (1986)
- Csűrös Karola (1936–2021)

## D
- Dajbukát Ilona (1892–1976)
- Dajka Margit (1907–1986)
- Dallos Ibolya (1942)
- Dallos Szilvia (1935–)
- Dammak Jázmin (1984)
- Dancsházi Hajnal (1951)
- Dankó Klára (1957)
- Danis Lídia (1980)
- Dániel Vali (1943)
- Darás Léna (1926–1990)
- Darvas Lili (1902–1974)
- Deák Erika (1969)
- Deák Éva (1954)
- Debrei Zsuzsanna (1971)
- Demeter Hedvig (1926–1981)
- Demjén Gyöngyvér (1940–)
- Detre Annamária (1948)
- Dékány Ágnes (1956)
- Dénes Judit (1972)
- Dénes Piroska (1932–2001)
- Dér Denisa (1966)
- Déri Mária (1913–)
- Déry Júlia (1864–1899)
- Déry Mária (1933–1988)
- Déry Mária (1946–)
- Déry Sári (1911–1952)
- Déryné Széppataki Róza (1793–1872)
- Détár Enikő (1964)
- Deutsch Anita (1974)
- Dévai Hédi (1923–1979)
- Dévay Camilla (1922–1998)
- Dévényi Cecília (1941–1998)
- Dévényi Ildikó (1960)
- Dimanopulu Afrodité (1965)
- Dobó Kata (1974)
- Dobos Ildikó (1942)
- Dobos Judit (1970)
- Dobos Katalin (1953)
- Domján Edit (1932–1972)
- Domján Mária (1938–)
- Domonkos Zsuzsa (1946)
- Dorogi Barbara (1968)
- Dóka Andrea (1966)
- Dózsa Erzsébet (1950–2024)
- Döbrösi Laura (1993)
- Dömötör Erzsi (1933–)
- Dőry Virág (1941)
- Drahota Andrea (1941)
- Dudás Eszter (1966)
- Dunai Júlia (1989)

## Dzs
- Dzsupin Ibolya (1952–)

## E, É
- Ecsedi Erzsébet (1954)
- Egerszegi Judit (1953–2020)
- Egervári Klára (1936–2018)
- Eggerth Márta (1912–2013)
- Egres Katinka (1984–)
- Egri Kati (1953–)
- Egri Márta (1950–)
- Erdélyi Mária (1943)
- Erdélyi Mici (1910–1994)
- Erdélyi Tímea (1983–)
- Erőss Irén (1906–)
- Esterházy Ágnes (1891–1956)
- Eszenyi Enikő (1961–)
- Eszes Fruzsina (1978–)
- Esztergályos Cecília (1943–)

## F
- Fabó Györgyi (1953)
- Faluhelyi Magda (1946-2020)
- Falusi Mariann (1959–)
- Falvay Klára (1939–2004)
- Faragó Sári (1943–2011)
- Faragó Vera (1937–2004)
- Farkas Éva (1957)
- Farkas Kati (1966)
- Farkas Viktória (1973)
- Farkas Zsuzsa (1949)
- Farkasházi Réka (1977–)
- Farkasinszky Edit (1961–)
- Fazakas Júlia (1975-)
- Fazekas Andrea (1967–)
- Fazekas Zsuzsa (1962)
- Fábián Anita (1975)
- Fáncsy Ilka (1842–1904)
- Fáy Szeréna (1865–1934)
- Fáykiss Dóra (1912–1983)
- Fedák Sári (1879–1955)
- Fehér Adrienn (1973–)
- Fehér Anna (1958–)
- Fehér Ildikó (1950)
- Fehér Juli (1964)
- Fehér Tímea (1974)
- Fejes Szandra (1987–)
- Fejes Teri (1902–1994)
- Fekete Gizi (1949–)
- Fekete Györgyi (1958)
- Fekete Linda (1978)
- Feld Irén (1883–1944)
- Feleki Sári (1920–1995)
- Felföldi Anikó (1938–2020)
- Felkai Eszter (1942)
- Fenyvessy Éva (1911–2009)
- Ferencz Éva (1951-2013)
- Ferencz Gabriella (1976)
- Ferenczi Krisztina (1950–2015)
- Ferrari Violetta (1930–2014)
- Fényes Alice (1918–2007)
- Fésűs Nelly (1971–)
- F. Nagy Erika (1976–)
- Fodor Annamária (1980–)
- Fodor Teréz (1925–)
- Fodor Zsóka (1942–)
- Fodor Anna Barbara (1973)
- Fodor Annamária (1980)
- Fon Gabi (1960)
- Forgács Rózsi (1886–1944)
- Fónay Márta (1914–1994)
- Fóthy Edit (1926–)
- Földes Eszter (1987–)
- Földesi Judit (1964–)
- Földessy Margit (1946–)
- Földi Teri (1934–2020)
- Frajt Edit (1955–)
- Fráter Katalin (1958–2000)
- Fridel Fruzsina (1978–)
- Frigyiz Krisztina (1975)
- Fullajtár Andrea (1973–)
- Für Anikó (1964–)
- Füredi Nikolett (1978–)
- Füsti Molnár Éva (1953–)
- Füzesi Klári (1952)

## G
- Gaál Franciska (1904–1973)
- Galambos Erzsi (1931–2023)
- Gallay Judit (1939–)
- Gallusz Nikolett (1974–)
- Garamszegi Mária (?)
- Garamszegi Márta (1938–)
- Gáborjáni Klára (1923–1972)
- Gábos Katalin (1963–)
- Gáspár Kata (1987–)
- Gedai Mária (1958–)
- Gelecsényi Sára (1954–2019))
- Geszty Glória (1956)
- Géczy Dorottya (1931–2023)
- Gidró Katalin (1982–)
- Gobbi Hilda (1913–1988)
- Golen Mária (1964)
- Goll Bea (1927–2014)
- Gombaszögi Ella (1894–1951)
- Gombaszögi Frida (1890–1961)
- Gombaszögi Irén (1897–1967)
- Gombaszögi Margit (1880–1925)
- Gombos Judit (1964–)
- Gombos Katalin (1929–2012)
- Gonda Kata (1990–)
- Gór Nagy Mária (1947–)
- Gordon Zsuzsa (1929–2015)
- Gosztola Adél (1972–)
- Goztola Krisztina (1983–)
- Gönczöl Anikó (1919–?)
- Göndör Klára (1921–2014)
- Görbe Nóra (1956–)
- Görög Mara (1927–2014)
- Görög Zita (1979–)
- Götz Anna (1963–)
- Gráf Csilla (1969–)
- Gregor Bernadett (1972–)
- Greguss Margit (1890–1942)
- Gryllus Dorka (1972–)
- Gubás Gabi (1974–)
- Gurnik Ilona (1931–)

## Gy
- Gyalog Eszter (1972–)
- Gyarmati Anikó (1908–1998)
- Gyebnár Csekka (1974–)
- Gyimesi Pálma (1922–2017)
- Gyólay Viktória (1927–2011)
- Gyöngyössy Katalin (1940–)
- Györffy Rózsa (1923–2015)
- Györfi Anna (1986–)
- Györgyi Anna (1967–)
- Győri Ilona (1929–2001)
- Győry Franciska (1940–)
- Gyulányi Eugénia (1915–2018)
- Gyurkovics Zsuzsa (1929–)

## H
- Haáz Joli (1915–1999)
- Hacser Józsa (1931–2014)
- Haffner Anikó (1973–)
- Hajnóczy Lívia (1913–)
- Halas Adelaida (1977–)
- Halász Aranka (1944–)
- Halász Judit (1942)
- Halmi Margit (1876–1936)
- Halmy Izolda (1939–2017)
- Haraszthy Hermin (1870–1921)
- Haraszti Mici (1882–1964)
- Hartmann Teréz (1956–)
- Haumann Petra (1975–)
- Havas Gertrúd (1927–1982)
- Hámori Eszter (1969–)
- Hámori Gabriella (1978–)
- Hámori Ildikó (1947–)
- Hárai Ágnes (1960–)
- Havadi Nagy Ilona (1921–?)
- Hegedűs Ágnes (1929–1973)
- Hegedűs Barbara (1986–)
- Hegyesi Mari (1861–1925)
- Hegyi Aranka (1855–1906)
- Hegyi Barbara (1966–)
- Heiszmann Ildikó (1966–)
- Helvey Laura (1852–1931)
- Herczeg Adrienn (1978)
- Herendi Mária (1930–)
- Hernádi Judit (1956–)
- Herrer Sára (1988–)
- Héczey Éva (1953–2015)
- Hidvégi Mária (1945–)
- Hidvéghy Valéria (1914–2011)
- Hirling Judit (1958–)
- Hivatal Anikó (Lendvay Mártonné, 1814–1891)
- Holl Zsuzsa (1949–)
- Holló Eszter (1926–)
- Hollós Melitta (1910–2002)
- Homoki Magdolna (1953–1996)
- Honthy Hanna (Hügel Hajnalka, 1893–1978)
- Horváth Bora (1967–)
- Horváth Ibolya (1952–2005)
- Horváth Ica (1905–?)
- Horváth Lili (1976–)
- Horváth Margit (1967–)
- Horváth Teri (1929–2009)
- Horváth Valéria (1965–)
- Horváth Zsuzsa (1948–)
- Hőgye Zsuzsanna (1941–2009)
- Hullan Zsuzsa (1961–)
- Hunyady Margit (1854–1906)
- Huszárik Kata (1971–)
- Hűvösvölgyi Ildikó (1953–)

## I, Í
- Ignácz Rózsa (1909–1979)
- Igó Éva (1956–)
- Illés Györgyi (1968–)
- Illés Ilona (1958)
- Illyés Kinga (1940–2004)
- Illyés Mari (1950)
- Ilosvay Katalin (1923–)
- Ivancsics Ilona (1960–)

## J
- Jancsó Adrienne (1921–2006)
- Jancsó Sarolta (1951–)
- Jani Ildikó (1951–)
- Janisch Éva (1961–)
- Janza Kata (1972–)
- Jászai Jolán (1907–2008)
- Jászai Mari (1850–1926)
- Sabrina Javor (1983–)
- Deborah Kim Jávor (?)
- Jelinek Erzsébet (1983–)
- Jobba Gabi (1947–1983)
- Joó Rózsi (1900–1979)
- Joó Katalin (1951–1988)
- Jónás Gabriella (1952–)
- Jónás Judit (1964–)
- Jónás Rita (1968–)
- Jordán Adél (1980–)
- Juhász Adrienn (1978–)
- Juhász Ibolya (1957–)
- Juhász Réka (1974–)
- Juhász Róza (1959–)
- Juszt Judit (?)
- Jutkovics Krisztina (1953–)

## K
- Kabdebó Duci (1898–1974)
- Kakasy Dóra (1980–)
- Kalocsai Zsuzsa (1962–)
- Kapáló Magda (1919–?)
- Kapócs Zsóka (1979–)
- Karácsonyi Magda (1929–)
- Karádi Judit (1952)
- Karády Katalin (1910–1990)
- Kardos Eszter (1991–)
- Kara Tünde (1974)
- Kari Györgyi (1955–)
- Karossa Margit (1927)
- Kassai Ilona (1928–)
- Kaszner Irén (1941)
- Kazinczy Ildikó (1950)
- Kádár Anna (1903–?)
- Kádár Erzsébet (1895–?)
- Kádár Flóra (1928–2003)
- Káldi Nóra (1943–1993)
- Kállai Bori (1948–)
- Kállay Ilona (1930–2005)
- Kántorné Engelhardt Anna (1791–1854)
- Kánya Kata (1953)
- Kárász Eszter (1978–)
- Károlyi Irén (1919–?)
- Kárpáti Denise (1957–)
- Kárpáti Magda (1912–)
- Kássa Melinda (1930–2019)
- Kenyeres Zsuzsa (1962)
- Kecskés Karina (1976–)
- Kecskés Tímea (1978)
- Kelemen Éva (1921–1986)
- Kelemen Kata (1985–)
- Kelemen Márta (1943)
- Kelemen Tímea (1973)
- Kenéz Marianna (1968)
- Kerekes Éva (1966–)
- Kerekes Valéria (1953)
- Kerekes Vica (1981–)
- Kerekes Viktória (1970–)
- Keresztes Ildikó (1964)
- Kertész Ella (Góth Sándorné; 1878–1936)
- Kertész Marcella (1971)
- Keszler Éva (1961)
- Kéler Ilona (1860–1880)
- Kéner Gabriella (1967)
- Kéri Edit (1926–)
- Kéri Kitty (1972–)
- Kilin Ildikó (1943)
- Killár Kovács Katalin (1951–)
- Kilyén Ilka (1954–)
- Király Kató (1914–1997)
- Kisfaludy Zsófia (1989–)
- Kisfalvi Krisztina (1968–)
- Kishonti Ildikó (1947–2009)
- Kiss Bazsa (1924–1994)
- Kiss Eszter (1971)
- Kiss Irén (1869–1942)
- Kiss Manyi (1911–1971)
- Kiss Mari (1952)
- Kiss Ramóna (1984–)
- Kiss Virág Magdolna (1972–)
- Kiss-Végh Emőke (1985)
- Kiszel Tünde (1959–)
- Klárné Angyal Ilka (1839–1926)
- Klepács Andrea (1970)
- Kocsis Judit (1961–)
- Kocsis Mária (1939–2001)
- Kocsis Mariann (1965)
- Kohut Magda (1925–2016)
- Kokas Piroska (1980–)
- Koller Virág (2001–)
- Koltai Judit (1952)
- Kolti Helga (1965–)
- Komáromi Anett (1974)
- Komáromy Éva (1939–2017)
- Komlós Juci (1919–2011)
- Komlóssy Emma (1881–1944)
- Komlóssy Teri (1923–)
- Komonyi Zsuzsi (1982–)
- Kondákor Zsófia (1980–)
- Konta Barbara (1981–)
- Kosik Anita Zsuzsanna (1985–)
- Koós Olga (1925–2011)
- Koós Réka (1973–)
- Kopácsy Juliska (1871–1957)
- Kopetty Lia (1942–2013)
- Kornay Mariann (1930–2004)
- Koroknay Simon Eszter (1969–)
- Korompai Vali (1932–2012)
- Koszta Gabriella (1948–)
- Kosztolányi Dezsőné (szül.: Harmos Ilona, 1885–1967)
- Kóti Kati (1938–2011)
- Kovács Apollónia (1926–2012)
- Kovács Ágnes Anna (1975–2008)
- Kovács Brigitta (1952–)
- Kovács Edit (1962–)
- Kovács Éva Rebecca (1969–)
- Kovács Éva (1946–)
- Kovács Iby (1934–)
- Kovács Kati (1944–)
- Kovács Klára (1939–)
- Kovács Klaudia (?)
- Kovács Magda (1962–)
- Kovács Marianna (1960–)
- Kovács Mária (1926–2003)
- Kovács Nóra (1955–)
- Kovács Patrícia (1978–)
- Kovács Teri (1897–1958)
- Kovács Vanda (1971–)
- Kovács Zsuzsa (1945–2020)
- Kováts Adél (1962–)
- Kováts Dóra (1987–)
- Kováts Kriszta (1957–)
- Kozák Ágnes (1965–)
- Kozáry Eszter (1929–)
- Kóti Kati (1938–)
- Kökény Ilona (1891–1947)
- Kökényessy Ági (1967–)
- Környey Paula (1899–1996)
- Kőrössi Anni (1922–)
- Köves Dóra (1977–)
- Kövér Judit (1975–)
- Kövérné Komlóssy Ida (1822–1893)
- Kőszáli Ibolya (1954–)
- Kővári Judit (1952–)
- Krasznói Klára (1942–)
- Krencsey Marianne (1931–2016)
- Krémer Manci (1907–1990)
- Krusch Leila (1973–)
- Kristóf Katalin (1956–)
- Kubik Anna (1957–)
- Kudelász Ildikó (1926–2008)
- Kun Magda (1912–1945)
- Kun Magda (1932–1998)
- Kútvölgyi Erzsébet (1950–)
- Küry Klára (szül: Hajnal Klára, 1870–1935)

## L
- Labancz Lilla (1986–)
- Laborfalvi Róza (Jókai Mórné: 1817–1886)
- Ladik Katalin (1942–)
- Ladomerszky Margit (1904–1979)
- Lakatos Gabriella (1927–1989)
- Lang Györgyi (1957–2023)
- Lass Bea (1982–)
- Lábass Juci (1896–1932)
- Lánczy Ilka (1861–1908)
- Lándory Mária (1898–?)
- Lázár Kati (1948–)
- Lázár Mária (1895–1983)
- Legerszki Krisztina (1985–)
- Lehoczky Zsuzsa (1936–)
- Lelkes Ágnes (1924–2013)
- Lelkes Dalma (1933–1980)
- Lengyel Erzsi (1929-2012)
- Lengyel Kati (1966)
- Lenkeffy Ica (1896–1955)
- Lenkey Edit (1925–1982)
- Lestyán Katalin (1941–)
- Lesznyák Katalin (1969–)
- Leviczky Klára (1957–)
- Lénárd Judit (1928–1970)
- Létay Dóra (1970–)
- Létay Klári (1923–)
- Lévay Viktória (1974–)
- Ligeti Juliska (1877–1945)
- Liptai Claudia (1973–)
- Liska Zsuzsa (1943–)
- Liszi Melinda (1987–)
- Lontay Margit (1918–1993)
- Lorán Lenke (1927–2017)
- Losonczy Ariel (1940–)
- Lóránd Hanna (1927–)
- Lóránt Kriszta (1971–)
- Lóth Ila (1899–1975)
- Lőrincz Ágnes (1960–)
- Lőrinczy Éva (1933–2002)
- Lukács Margit (1914–2002)
- Lukácsy Antónia (1828–1870)
- Lukácsy Katalin (1954–)

## M
- Madár Veronika (1980–)
- Madaras Vilma (1920–2008)
- Madarász Éva (1970–)
- Maday Emőke (1951–)
- Magda Gabi (1937–)
- Magyar Cecília (1986–)
- Magyar Mária (1948–2023)
- Mahó Andrea (1979–)
- Majczen Mária (1937–1974)
- Majláth Mária (1916–2004)
- Major Ida (1920–2005)
- Major Melinda (1974–)
- Majoros Júlia (1941–)
- Majsai-Nyilas Tünde (1974–)
- Majzik Edit (1967–)
- Makay Andrea (1967–)
- Makay Margit (1891–1989)
- Malek Andrea (1968–)
- Margitai Ági (1937–2014)
- Markovits Bori (1951–)
- Maronka Csilla (1961–)
- Marozsán Erika (1972–)
- Marsek Gabi (1948–)
- Marsek Ottília (1948–1992)
- Martin Márta (1947–)
- Martinovics Dorina (1981–)
- Marton Katalin (1956–)
- Matatek Judit (1976–2009)
- Matolcsi Marianna (?)
- Mattyasovszky Ilona (1892–1943)
- Máhr Ági (1952–)
- Málnai Zsuzsa (1953–)
- Mányai Zsuzsa (1949–1999)
- Márfi Vera (1916–1995)
- Máriáss Melinda (1953–2015)
- Márkus Emília (1860–1949)
- Márkus Judit (1979–)
- Márton Eszter (1969–)
- Mártonffy Mária (1939–)
- Máthé Erzsi (1927–2023)
- Máthé Eta (1931–2003)
- Máthé Éva (1924–2004)
- Mátray Erzsi (1894–1968)
- Mátray Márta (1948–)
- Medgyaszay Vilma (1885–1972)
- Medgyesi Mária (1935–)
- Mednyánszky Ági (1927–2015)
- Medveczky Ilona (1941–)
- Megyery Sári (Sacy von Blondel, 1897–1983)
- Meister Éva (Olthévíz, 1956–)
- Meixler Ildikó (1946–2020)
- Melkvi Bea (1975–)
- Menszátor Magdolna (1951–)
- Menyhért Mariann (1954–)
- Mester Edit (1958–)
- Meszléry Judit (1941–)
- Mezei Kitty (1979–)
- Mezey Mária (1909–1983)
- Méhes Kati (1950–)
- Méhes Marietta (1958–)
- Mérai Katalin (1972–)
- Mészáros Ági (1914–1989)
- Mészáros Ildikó (1961–)
- Mészáros Kitty (1988–)
- Mészöly Júlia (1940–)
- Mézes Violetta (1955–)
- Mihály Marianna (1960–)
- Mihók Éva (1943–2013)
- Mikes Lilla (1924–2004)
- Miklós Klára (1919–?)
- Miklósi Anna (1962–)
- Miklósy Ilona (1873–1958)
- Miklósy Judit (1950–)
- Milviusz Andrea (1951–)
- Misura Zsuzsa (1948–), operaénekes
- Hattula Moholy-Nagy (?)
- Molnár Andrea (1980–)
- Molnár Anna (1950–)
- Molnár Aranka (1886–1964)
- Molnár Aranka (1902–1982)
- Molnár Erika (1960–)
- Molnár Gizella (1935–2020)
- Molnár Ildikó (1957–)
- Molnár Ilona (1983–)
- Molnár Judit (1971–)
- Molnár Piroska (1945–)
- Molnár Virgínia (1975–)
- Molnár Zsuzsa (1953–)
- Monori Lili (1945–)
- Monyók Ildikó (1948–)
- Moór Anna (1773–1841)
- Moór Marianna (1943–)
- Módri Györgyi (1965–)
- Móricz Ildikó (1938–2013)
- Móricz Lili (1915–1999)
- Munkácsy Flóra (1836–1906)
- Murányi Tünde (1966–)
- Muráti Lili (1911–2003)
- Muszte Anna (1948–)
- Müller Júlia (1964–)

## N
- Nagy Anikó (1954)
- Nagy Anna (1940–)
- Nagy Annamária (1952)
- Nagy Bella (1879–1947)
- Nagy Erika (1966–)
- Nagy Ibolya (1962)
- Nagy Iza (1930–1988)
- H. Nagy Katalin (1944)
- Nagy Mari (1950)
- Nagy Mari (1961)
- Nagy Natália (1970–)
- Nagy Réka (1941)
- Nagy-Kálózy Eszter (1966–)
- Nagypál Mária (1964)
- Nagyváradi Erzsébet (1971–)
- Nádasi Erika (1967)
- Nádasi Myrtill (1944–)
- Nádasi Veronika (1977–)
- Nádory Margit (1920–)
- Nászta Katalin (1950)
- Náray Erika (1967–)
- Náray Teri (1916–1995)
- Nászta Katalin (1950–)
- Neményi Lili (1902–1988)
- Nemes Takách Kata (1980–)
- Néb Mária (1799–1884)
- Némedi Mari (1951–2016)
- Németh Borbála (1975–)
- Németh Judit (1961–)
- Németh Kriszta (1969–)
- Németh Marika (1925–1996)
- Németh Nóra (1955–)
- Nikó Lina (1853–1905)
- Niklesz Ildikó (1957–)
- Nizsinszky/Nijinszky(-Márkus) Tamara (1920–2017)

## Ny
- Nyakó Júlia (1963–)
- Nyári Szilvia (1973–)
- Nyertes Zsuzsa (1958–)
- Nyírő Beáta (1966)

## O, Ó
- Ozsda Erika (1965)
- Olasz Ágnes (1964)
- Olasz Etelka (1956)
- Oláh Bódi Éva (1959)
- Oláh Zsuzsa (1960)
- Olgyai Magda (1926–2023)
- Olsavszky Éva (1929–2021)
- Olthy Magda (1912–1983)
- Oravecz Edit (1961)
- Orosz Anna (1967–)
- Orosz Helga (1961–)
- Orosz Lujza (1926–2020)
- Oroszlán Szonja (1977–)
- Orsolya Erzsi (1891–1984)
- Osvárt Andrea (1979–)
- Oszvald Marika (1952–)
- Ónodi Eszter (1973–)

## Ö, Ő
- Örkényi Éva (1932–)
- Ősi Ildikó (1967–)

## P
- Paczuk Gabi (1976–)
- Palásthy Bea (1963–)
- Palotai Erzsi (1907–1988)
- Palotás Ágnes (1985–)
- Pap Éva (1939–2023)
- Pap Lívia (1974–)
- Pap Lujza (1977–)
- Pap Vera (1956–2015)
- Papadimitriu Athina (1954–)
- Papp Éva (1958–)
- Papp Ibolya (1925–)
- Papp Melinda (1972)
- Parragh Éva (?)
- Parti Nóra (1974–)
- Pataki Erzsébet (?–1978)
- Pataki Erzsébet (?)
- Patkós Irma (1900–1996)
- Paulay Erzsi (1886–1959)
- Pádua Ildikó (1921-2004)
- Pál Hajnalka (1967)
- Pálfy Alice (1926–2005)
- Pálfy Margit (1954–)
- Pálmai Anna (1984–)
- Pálmay Ilka (1859–1945)
- Pálos Zsuzsa (1945–)
- Pápai Erika (1959–)
- Pápai Erzsi (1934–2017)
- Pártos Erzsi (1907–2000)
- Pásztor Edina (1961)
- Pásztor Erzsi (1936–)
- Pázmánné Kasper Gizella (1886–1978)
- Peéry Piri (1904–1962)
- Pelsőczy Réka (1973–)
- Perczel Zita (1918–1996)
- Peremartoni Krisztina (1956–)
- Petényi Ilona (1939–)
- Pető Fanni (1971)
- Petráss Sári (1888–1930)
- Petress Zsuzsa (1928–2001)
- Petrécs Anna (1946–)
- Petrozsényi Eszter (1953)
- Petur Ilka (1912–1993)
- Pécsi Ildikó (1940–2020)
- Péchy Blanka (1894–1988)
- Péchy Erzsi (1888–1933)
- Péter Gizi (1929–2008)
- Péterfy Bori (1969–)
- Péva Ibolya (1941–)
- Pikali Gerda (1978–)
- Pintér Irma (1895–1970)
- Piros Ildikó (1947–)
- Pogány Clári (1898-?)
- Pogány Judit (1944–)
- Pogány Margit (1919–1986)
- Póka Éva (1956)
- Pokorny Lia (1971–)
- Polónyi Gyöngyi (1942–2012)
- Polyák Lilla (1976–)
- Poór Lili (1886–1962)
- Poór Mária (1955)
- Pregitzer Fruzsina (1959–)
- Prielle Kornélia (1826–1906)
- Prókai Annamária (1963–2000)
- Prókai Éva (1964–)
- Psota Irén (1929–2016)

## R
- Rab Edit (1930–2015)
- Radics Rita (1969–)
- Radó Denise (1962–)
- Rajna Mária (1919–2008)
- Ráckevei Anna (1960–)
- Rácz Brigitta (1971–)
- Rácz Kati (1951–)
- Rácz Vali (1911–1997)
- Rák Kati (1959–)
- Rákosi Szidi (1852–1935)
- Rappert-Vencz Stella (1980–)
- Rátonyi Hajni (1955–)
- Regőczi Erzsébet (1924–)
- Rezes Judit (1977–)
- Réti Andrea (1960–)
- Réti Erika (1944–)
- Réti Iringó (1977)
- Réti Szilvia (1955–)
- Ribár Éva (1943–2007)
- Roatis Andrea (1974–)
- Roczkó Zsuzsa (1957–)
- Román Judit (1964–)
- Román Kati (1948–2009)
- Ronyecz Mária (1944–1989)
- Rökk Marika (1913–2004)
- Rudolf Teréz (1966–)
- Ruttkai Éva (1927–1986)
- Ruttkay Laura (1975–)
- Ruttkay Mária (1906–1988)

## Sz
- Sz. Nagy Ildikó (1960–)
- Szabados Éva (1974–)
- Szabados Zsuzsa (1950–)
- Szabó Anikó (1965–)
- Szabó Erika (1984–)
- Szabó Éva (1943–)
- Szabó Gabi (1969–)
- Szabó Ildikó (1934–2021)
- Szabó Judit (1974–)
- Szabó Mária (1940–1997)
- Szabó Márta (1970–)
- Szabó Tünde (1945–2021)
- Szabó Zselyke (1985–)
- Szabó Zsófia (1988–)
- Szabó Zsuzsa (1961–)
- Szakács Eszter (1942–2014)
- Szakács Rózsi (1892–1978)
- Szakály Márta (1934–)
- Szalay Krisztina (1963–)
- Szalay Marianna (1972–)
- Szalay Sarolta (1958–)
- Szathmári Margit (1905–1998)
- Szatmári Liza (1928–2024)
- Szatmári Olga (1940–)
- Száger Zsuzsa (1969–)
- Szántó Margit (1924–2010)
- Szántó Szandra (1978–)
- Szántó Valéria (1968–)
- Szász Anna  (1908–?)
- Szávai Viktória (1976–)
- Szederkényi Ada (?)
- Szegedi Erika (1942–2023)
- Szekeres Ilona (1937–)
- Szekeres Nóra (1980–)
- Szeleczky Zita (1915–1999)
- Szellay Alice (1918–1990)
- Szemere Vera (1923–1995)
- Szemerédy Virág (1969–)
- Szemes Mari (1932–1988)
- Szende Bessy (1919–2001)
- Szendrey Ilona (1918–?)
- Szendy Szilvi (1977–)
- Szennyai Mária (1950–)
- Szentirmay Éva (1927–)
- Szentpál Mónika (1926–2010)
- Szentpétery Zsuzsanna (1816–1888)
- Szerencsi Éva (1952–2004)
- Szécsi Vilma (1933–)
- Széles Anna (1942–)
- Szigeti Jolán (1855–1907)
- Szilassy Ibolya (1916–1973)
- Szilágyi Bea (1908–1994)
- Szilágyi Enikő (1958–)
- Szilágyi Eta (1928–1986)
- Bulyovszkyné Szilágyi Lilla (1833–1909)
- Szilágyi Mariann (1969–)
- Szilágyi Olga Beatrix (1960–)
- Szilágyi Zsuzsa (1952–)
- Szinetár Dóra (1976–)
- Szirtes Ági (1955–)
- Szlonka Márta (1930–2014)
- Szoboszlai Éva (1953–)
- Szolinszky Olimpia (1871–1900)
- Szombathelyi Blanka (1918–1999)
- Szóka Júlia (1963–)
- Szórádi Erika (1961–)
- Szorcsik Viktória (1978–)
- Szoyer Ilona (1880–1956)
- Szöllősy Irén (1920–2011)
- Szörényi Éva (1917–2009)
- Sztankay Orsolya (1976–)
- Sztárek Andrea (1960–)
- Szulák Andrea (1964–)
- Szűcs Ildikó (1943–)
- Szűr Mari (1954–)
- Szvetnyik Kata (?)

## T
- T. Katona Ágnes (1959–)
- Takács Anna (1921–)
- Takács Katalin (1951–)
- Takács Margit (1922–2017)
- Tallián Mariann (1974)
- Tallós Andrea (1967–)
- Tallós Rita (1961–)
- Tanai Bella (1930–2017)
- Tari Edit (1969)
- Tarján Györgyi (1957)
- Tarnai Leóna (1873–?)
- Tarnay Margit (?)
- Tarsoly Krisztina (1976)
- Tasnády Fekete Mária (1911–2001)
- Tatay Éva (1936–)
- Tatár Gabriella (1967–)
- Tábori Nóra (1928–2005)
- Tábori Trapp Erzsébet (1913-?)
- Tánczos Adrienn (1975–)
- Táncsics Mária (1930–1993)
- Telessy Györgyi (1940–2011)
- Temessy Hédi (1925–2001)
- Temesvári Éva (1967–)
- Tenki Réka (1986–)
- Teremi Trixi (1973–)
- Tényi Anett (1975–)
- Téren Gizella (1948–)
- Thirring Viola (1941–)
- Thompson Lara Ilona (1994)
- Thúry Éva (1929–)
- Tiboldi Mária (1939–2023)
- Tihanyi Tóth Kinga (1973–)
- Tímár Éva (1940–)
- Timkó Eszter (1969–)
- Tisza Bea (1962–)
- Tolnay Klári (1914–1998)
- Tompos Kátya (1983–2024)
- Tordai Teri (1941–)
- Tornyi Ildikó (1983–)
- Tóth Anita (1972–)
- Tóth Auguszta (1967)
- Tóth Eleonóra (1958)
- Tóth Erzsébet (1955)
- Tóth Enikő (1959–)
- Tóth Éva (1954)
- Tóth Ildikó (1966)
- Tóth Judit (1940–)
- S. Tóth Judit (1967)
- Tóth Orsolya (1981–)
- Töreky Zsuzsa (1955–)
- Törőcsik Mari (1935–2021)
- Török Ágnes (1958)
- Török Irma (1871–1945)
- Török Mária (1822–1895)
- Török Sarolta (1945–2009)
- Török Vera (1938–)
- Törtei Tünde (1970)
- Tőkés Anna (1903–1966)
- Trokán Anna (1984)
- Trokán Nóra (1986)
- Turay Ida (1908–1997)
- Turóczi Éva (1966)
- Turza Irén (1955)
- Turcsányi Erzsébet (1939–)
- Tűhegyi Katalin (Egressy Katalin, 1922–1991)
- Türk Berta (1875–1960)

## U, Ú
- Udvarias Anna (1967)
- Udvarias Katalin (1957)
- Udvaros Dorottya (1954–)
- Ujhelyi Olga (1954–2004)
- Ujvári Janka (1955)
- Újvárosi Katalin (1916–1995)
- Ullmann Mónika (1973–)
- Unger Pálma (1946)
- Urbán Andrea (1972-2021)
- Urbán Erika (1949-2021)

## V
- Vadasi Tünde (1957–)
- Vadnay Tünde (1949–)
- Vajda Márta (1948–)
- Valentin Titánia (1982–)
- Varga Edit (1933–)
- Varga Éva (1962–)
- Varga Izabella (1973–)
- Varga Kata (1954–)
- Varga Klári (1970–)
- Varga Mária (1963)
- Varga Orsolya (1968–)
- Varga Rita (1961–2018)
- Varga Szilvia (1966–)
- Varga Zsuzsanna (1970–)
- Vargha Irén (1926–)
- Varjú Olga (1957–)
- Varsányi Irén (Szécsi Illésné; 1876–1932)
- Vass Éva (1933–2019)
- Vass Mari (1938–)
- Vasvári Emese (1966–)
- Vaszary Piri (1901–1965)
- Vay Ilus (1923–2008)
- Vay Viktória (1995–)
- Vajay Erzsi (1917–2012)
- Vágó Bernadett (1980–)
- Vágóné Berzsenyi Margit (1863–1951)
- Vámos Ilona (1929–2009)
- Vándor Éva (1953–)
- Váradi Aranka (1886–1966)
- Váradi Gyöngyi (1919–2006)
- Váradi Hédi (1929–1987)
- Váradi Zsuzsa (1934–2008)
- Várhegyi Márta (1939–2021)
- Várhegyi Teréz (1945–2011)
- Vári Éva (1940–)
- Várkonyi Andrea (1979–2018)
- Várkonyi Szilvia (1953)
- Várnagy Katalin (1940–2016)
- Vásári Mónika (1962)
- Velez Olívia (1951–2021)
- Venczel Vera (1946–2021)
- Vennes Emmy (1947)
- Veszeley Mária (1927–1989)
- Vékony Anna (1974)
- Vicsek Eszter (1979–)
- Vincze Lilla (1961)
- Virágh Ilona (1936–1973)
- Vízvári Mariska (1879–1954)
- Vlahovics Edit (1960–)
- Voith Ági (1944–)
- Völcsey Rózsi (1895–1966)
- Vörös Eszter (1947)
- Vörösmarty Lili (László Endréné; 1924–1964)

## W
- Wagner Gertrúd (1938–)
- Wégner Judit (1977–)

## X
- Xantus Barbara (1967–)

## Z
- Zala Karola (1879–1970)
- Zádor Gyöngyi (1920–1941)
- Zámbó Lilla (1966)
- Závodszky Noémi (1968)
- Závory Andrea (1953)
- Zborovszky Andrea (1967)
- Zengő Ágnes (1966)
- Zentai Anna (1924–2017)
- Zentai Lilla (1964)
- Zillich Beatrix (1960)
- Znorovszky Ildikó (1947)
- Zolnay Zsuzsa (1932–2011)
- Zombori Katalin (1961)
- Zorkóczy Zenóbia (1971–)
- Zubor Ágnes (1950)

## Zs
- Zsadon Andrea (1946)
- Zsila Judit (1965)
- Zsíros Ágnes (1962–1999)
- Zsolnai Hédi (1924–2004)
- Zsolnai Júlia (1949–)
- Zsurzs Kati (1955–)